# Карл Кристиан Эрдман (герцог Олесницкий)
Карл Кристиан Эрдман Вюртемберг-Эльс (нем. Karl Christian Erdmann von Württemberg-Oels; 26 октября 1716, Вильгельминенорт — 14 декабря 1792, Олесница) —  герцог Олесницкий в Вильгельминенорте (1734—1744), герцог Олесницкий (Эльс) (1744—1792), герцог Берутувский (Бернштадт) (1745).

## Биография

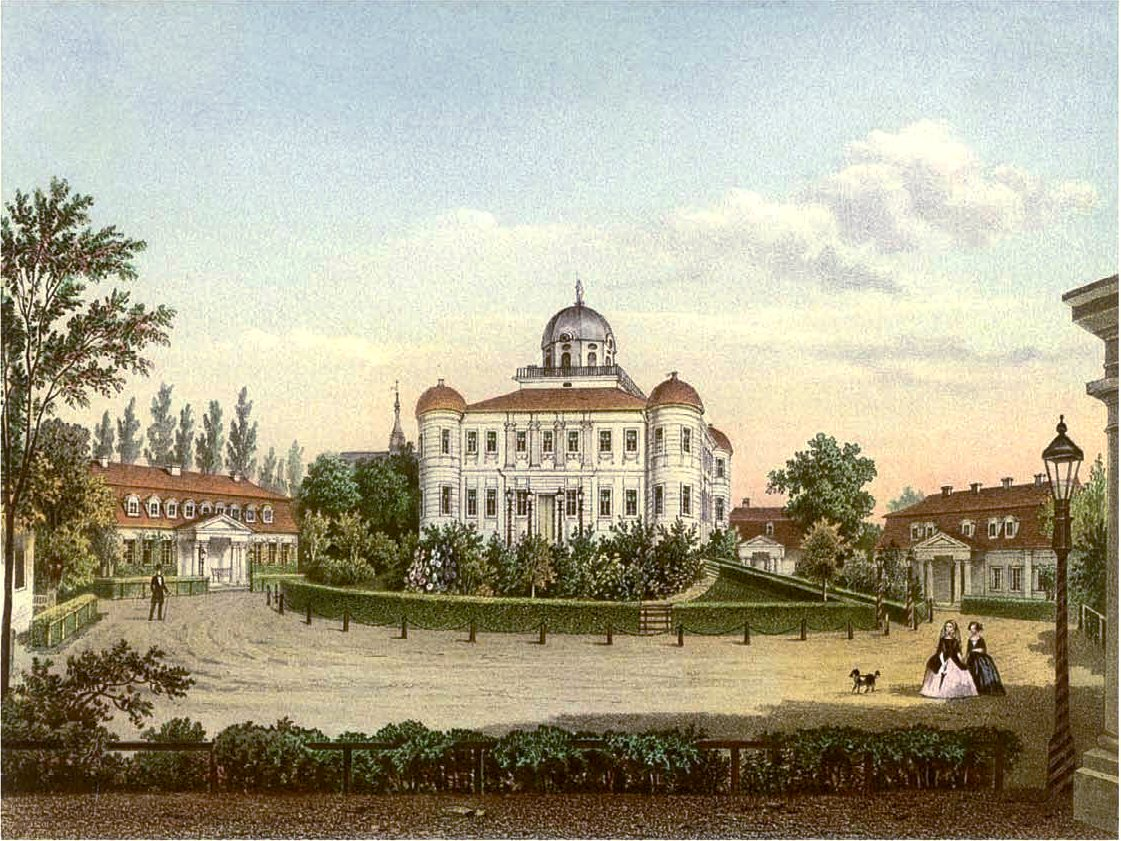
Замок Карлсруэ

Представитель Вюртембергского дома. Единственный сын герцога Христиана Ульриха II Вюртембергcкого (1691—1734) и Филиппины Шарлотты фон Редерн (1691—1758), дочери графа Эрдмана фон Редерна. Герцог Сильвий I Вюртембергский, женившись на герцогине Эльжбете Марии Олесницкой, в 1647 году унаследовал герцогство Олесницкое в Силезии. Трое сыновей Сильвия Нимрода основали три линии: в Олеснице (Эльсе), Берутуве (Бернштадте) и Доброшице (Юлиусбурге) . Карл Кристиан Эрдман был внуком герцога Христиана Ульриха I Вюртемберг-Бернштадта.
Карл Кристина Эрдман учился в Олеснице, Штутгарте и Тюбингенском университете. Вначале он служил в императорской армии и участвовал в войне с Францией, но затем по желанию своей матери и после смены вероисповедания поступил на службу в датскую армию. В 1736 году Карл Кристиан Эрдман получил чин генерал-майора датской кавалерии. Он пользовался расположением датского короля и в 1739 году был назначен командиром королевской гвардии. Был награжден датскими орденами Слона и Совершенного согласия. После смерти датского короля Кристиана VI в 1746 году герцог Карл Кристиан Эрдман вернулся в Олесницу. Король Пруссии Фридрих II Великий пожаловал ему чин генерал-лейтенанта прусской армии, назначил наместником Бреслау и наградил его Орденом Черного орла.
В 1734 году после смерти своего отца Карл Кристиан Эрдман унаследовал титул герцога Олесницкого в Вильгельминенорте. В 1744 году бездетный герцог Карл Фридрих II Вюртемберг-Эльс, дядя Карла Кристиана Эрдмана, отказался от титула и герцогства Олесницкого (Эльс) в пользу своего племянника. В 1745 году скончался герцог Карл Вюртемберг-Бернштадтский, двоюродный дядя Карла Кристиана Эрдмана, не оставив после себя потомства. Карл Кристиан Эрдман унаследовал и герцогство Берутувское (Бернштадт), объединив, таким образом, под своей властью силезские владения всех трех линий Вюртембергского дома.
Герцог Карл Кристиан Эрдман построил летнюю резиденцию, по образцу резиденции маркграфа Баден-Дурлахского Карла III в Карлсруэ, дав ей имя «Карлсруэ».
14 декабря 1792 года 76-летний герцог Карл Кристиан Эрдман Вюртемберг-Эльс скончался в Олеснице, не оставив после себя мужских потомков. После его смерти большую часть герцогства (Эльс с Бернштадтом) унаследовал его зять, принц Фридрих Август Брауншвейг-Вольфенбюттельский (1740—1805). Резиденция в Карлсруэ перешла в собственность принца Евгения Вюртембергского, сына герцога Евгения Фридриха Генриха Вюртембергского. Потомки Евгения Вюртембергского владели этими землями до 1945 года.

## Семья
8 апреля 1741 года в Лаубахе герцог Карл Кристиан Эрдман Вюртемберг-Эльс женился на Марии Софии Вильгельмине (3 апреля 1721 — 26 марта 1793), дочери графа Фридриха Эрнста Сольмс-Лаубаха (1671—1723) и графини Фредерике Шарлотте Штольберг-Гедерн (1686—1729). У супругов было трое детей:
- Христиан (род. и ум. 31 октября 1742)
- Фредерика София Шарлотта Августа (1 августа 1751 — 4 ноября 1789), муж с 6 сентября 1768 года принц Фридрих Август Брауншвейг-Вольфенбюттельский (1740—1805)
- Фридрих Христиан Карл (19 ноября 1757 — 10 марта 1759).